# Штайнен (Вестервальд)
Штайнен (нем. Steinen) — община в Германии, в земле Рейнланд-Пфальц.
Входит в состав района Вестервальд. Подчиняется управлению Зельтерс (Вестервальд). Население составляет 246 человек (на 31 декабря 2010 года). Занимает площадь 4,20 км².